# Dicladocerus euryalus
Dicladocerus euryalus is een vliesvleugelig insect uit de familie Eulophidae. De wetenschappelijke naam is voor het eerst geldig gepubliceerd in 1844 door Haliday.